# Готфрид Бен
Готфрид Бен (нем. Gottfried Benn; Мансфелд, 2. мај 1886 — Западни Берлин, 7. јул 1956) је био немачки песник, есејиста и доктор. Пет пута је био номинован за Нобелову награду за књижевност. Добитник је награде Георг Бухнер.

## Биографија

### Младост и образовање
Рођен је као друго дете лутеранског пастора Густава Бена и Каролине Бен. Школовао се у Селину у Нојмарку и Франкфурту на Одри. По очевој жељи студирао је теологију на Универзитету у Марбургу и војну медицину на Кајзер Вилхелм Аксадемији у Берлину. За научни рад „Етиологија пубертетске епилепсије“ уручена му је прва награда Медицинског факултета Универзитета у Берлину. Након што је напустио војну медицину 1912. године, Бен је почео да се бави патологијом. У периоду од октобра 1912. до новембра 1913. године сецирао је више од 200 лешева. Био је фасциниран људском телом, нарочито мозгом и многе његове песме инспирисане су временом које је провео радећи као патолог. 
На лето 1912. године Бен започиње романтичну везу са јеврејском песникињом Елзом Ласкер-Шилер.

### Први светски рат
По избијању Првог светског рата кратак период је провео да белгијском фронту, након чега је служио као војни лекар у Бриселу. Касније је радио и као лекар у војној јавној кући. Након рата вратио се у Берлин, где ради као дерматолог и специјалист за венеричне болести.

### Трећи рајх
Противио се идеји о Вајмарској републици, такође забринут због економске и политичке нестабилности у држави, кратко је симпатисао нацисте као револуционарну силу. Нагињао је национализму и идеји да експресионизам постане званични уметнички правац Немачке. Изабран је да буде члан песничке секције Пруске академије уметности 1932. године, а наредне године се нашао на челу песничке секције. У мају 1933. године је, у радио-предавањима бранио нови режим, притом изјавивши да је „немачким радницима боље него икада раније“. Био је и један од многих који су потписали „завет најверније оданости“ (Gelöbnis treuester Gefolgschaft) Адолфу Хитлеру.
Ипак, нова државна политика није испунила његова очекивања, те је ускоро смењен са водећег места у Академији уметности. Згрожен Ноћи дугих ножева, Бен се окренуо од нациста. Неко време се повукао из јавности, избегававши да јавно критикује Нацистичку партију. Придружио се Вермахту 1935. године, нашавши официре, који попут њега нису били наклоњени режиму. Након јавног неодобравања режима, нашао се на мети нацистичких аутора, који су прогласили његову поезију за дегенеричну, а њега за Јеврејина и хомосексуалца. Националистичко удружење аутора је 1938. године забранило Бену даље писање и објављивање.

### После рата
Још за време Другог светског рата, Бен је био принуђен да се повуче у гарнизоне у источној Немачкој, где је наставио да пише песме и есеје. Након рата савезници су забранили његов рад због његове првобитне подршке Хитлеру. Године 1951. уручена му је награда Георг Бухнер (нем. Georg Büchner Prize).
Преминуо је од рака 1956. године у Западном Берлину, а сахрањен је у Валдфридхоф Далему у Берлину.

## Књижевни рад
Поезијом је почео да се бави 1912. године, кад је објавио збирку експресионистичких песама „Мртвачница и друге песме“ (нем. Morgue und andere Gedichte), у којој су главни мотиви крв, рак, смрт физичко распадање људског меса итд. Критичари и шира јавност нису добро прихватили Бенову збирку песама. Други том песама „Синови. Нове песме.“ (нем. Söhne. Neue Gedichte.), који је посветио својој тадашњом партнерки Елзи Ласкер-Шилер, изашао је 1913. године. Кроз своју поезију Бен изражава интроверни нихилизам тј. егзистенцијалистички поглед који на уметночки израз гледа као на једину сврсисходну акцију. У својим раним делима, водећи се медицинским искуством Бен користи медицинску терминоногију да прикаже болесно човечанство, као само још једну врсту животиње коју је захватила болест.
Објавио је збирку сабраних песама „Месо“ (нем. Fleisch) и прозну збирку „Мозак“ (нем. Gehirne) 1917. године, у којима изражава бурну реакцију на страхоте рата у његовом оштром презиру према човечанству. Есеј „Модерно ја“ (нем. Das moderne ich) објављен је 1919. године. Његова експресионистичка фаза завршила се након објављивања „Сабраних списа“ (нем. Die Gesammelten Schriften). Након објављивања „Сабраних дела“ (нем. Gesammelte Gedichte)и „Сабране прозе“ (нем. Gesammelte Prosa) 1927/8. године, Бен се окреће есејистици, фокусирајући се на историјско-филозофску критику времена и нихилизма. Његов ораторијум „Незаустављиво“ (нем. Das Unaufhörliche) доживео је премијеру 1931. године, а критичари га одбацују као превише нихилистички. Након забране писања, илегално штампа „Фенотип“ (нем. Phänotyp) и „Статичне песме“ (нем. Statischen Gedichten), у којима се осврће на однос уметности и стварности, као и на однос уметника и његовог сопственог живота. Имао је велики утицај на немачку послератну поезију. Иако је још увек био на мети критика многих писаца због става о национализму, млађа генерација писаца га је поштовала због његовог модерног стила. У својој аутобиографији „Двоструки живот“ (нем. Doppelleben) оправдава своје понашање под националсоцијализмом.

## Дела
- „Мртвачница и друге песме“, Morgue und andere Gedichte (Берлин, 1912)
- „Месо“, Fleisch (1917)
- „Мозак“, Gehirne (1917)
- „Сабрани списи“, Die Gesammelten Schriften (Берлин, 1922)
- „Крш“, Schutt (1924)
- „Анестеѕија“, Betäubung (1925)
- „Расцеп“, Spaltung (1925)
- „Према нихилизму“, Nach dem Nihilismus (Берлин, 1932)
- „Нова држава и интелектуалци“, Der Neue Staat und die Intellektuellen (1933)
- „Уметност и моћ“, Kunst und Macht (1935)
- „Изабране песме“, Ausgewählte Gedichte  (May, 1936)
- „Статичке песме“, Statische Gedichte (Цирих, 1948)
- „Птоломејер“, Ptolemäer (1949)
- „Двоструки живот“, Doppelleben (1950)
- „Глас иза завесе“, Stimme hinter dem Vorhang (1952)